# شارل، دوق فاندوم
شارل، دوق فاندوم (بالفرنسية: Charles IV de Bourbon) (2 يونيو 1489 – 25 مارس 1537 م) كان جنديًا فرنسيًا،  وحاكمًا، وأمير دم (Prince du Sang)، وعضوًا في البلاط خلال فترة حكم لويس الثاني عشر وفرانسوا الأول. كان شارل (الذي يُشار إليه بلقبه فندوم) ابن فرانسوا دي بوربون وماري دي لوكسمبورغ. بدأ مسيرته العسكرية في الحروب الإيطالية خلال عهد لويس الثاني عشر، وشارك في الانتصار الفرنسي الساحق في معركة أجناديلو عام 1509، وفي احتلال جنوة عام 1507. بعد وفاة الملك عام 1515، واصل خدمته تحت حكم فرانسوا الأول. وكُوفئ بترقية إقليم فندوم من كونتية إلى دوقية، كما عُيّن حاكمًا لإيل دو فرانس.
انضم إلى الملك في حملته الإيطالية الأولى عام 1515، وشارك في معركة مارينيانو، وشارك في الحملات الشمالية ضد الإمبراطورية الرومانية المقدسة عام 1521 ثم ضد إنجلترا عام 1522. غادر الملك فرنسا لغزو ميلانو في أواخر 1524، لكن حملته انتهت بكارثة في معركة بافيا حيث تم أسره.
توفي في أميان، عن عمر يناهز 48 عاماً. 